# Список плазунів Молдови
У цьому списку наведено всі види плазунів, які трапляються на території Молдови, а також ті види, дані про проживання яких викликають сумніви. Термінологія наведена відповідно до списку плазунів Європи від Європейської герпетологічної спілки (лат. Societas Europaea Herpetologica), або просто SEH.
Загалом підтверджено проживання 14 видів плазунів на території Молдови: 8 видів змій, 5 видів ящірок та 1 виду черепах. Така кількість може різнитися в джерелах, оскільки видовий статус Vipera nikolskii, яка описана в країні, залишається спірним, а точний ареал її поширення в Молдові потребує подальшого вивчення. Ряд вчених вважають, що ця гадюка є лише підвидом Vipera berus, або ж дають їй невизначений статус. Єдиний підвид Vipera ursinii, який проживав на теренах колишнього СРСР — Vipera ursinii moldavica — згідно з даними офіційного сайту МСОП, вважається можливо зниклою на теренах Молдови, але її статус потребує подальшого вивчення, оскільки можливість натрапити на змію повністю не виключено. Окрім цих видів описані ще два види ящірок — Zootoca vivipara та Pseudopus apodus — проживання яких на території Молдови не підтвердилося подальшими дослідженнями, тому їх не відносять до герпетофауни країни. Спроба інтродукції Vipera renardi у 1993 році завершилася невдачею.
Поширення для різних видів плазунів на території Молдови відрізняється. Так, Coronella austriaca, Natrix natrix чи Lacerta agilis трапляються по всій території країни. У той же час, Podarcis tauricus чи Elaphe sauromates можна побачити тільки на півдні країни, а гадюка звичайна трапляється здебільшого у північній частині країни.
Більшість плазунів зазнають негативного антропогенного впливу, який спричиняє зменшення ареалів мешкання та скорочення популяцій плазунів. Серед ключових чинників є використання придатних місць існування для потреб сільського господарства, зменшення кількості лісів, розбудова інфраструктури.

## Список

### Легенда
Наступні категорії використані для позначення охоронного статусу кожного виду за оцінками Міжнародного союзу охорони природи (МСОП) та Європейського Червоного списку (ЄЧС):
| VU | Vulnerable      | Уразливий                      |
| NT | Near Threatened | Близький до загрозливого стану |
| LC | Least Concern   | У найменшій загрозі            |

Для більшості плазунів наведений їх статус в ЄЧС (виділений жирним шрифтом — VU, NT, LC). Якщо європейський статус відсутній, то наведено глобальний (звичайним шрифтом — VU, LC, NT). Якщо і такий статус відсутній, то в клітинці стоїть прочерк («-»).

### Плазуни

#### Підтверджені види
| Українська назва    | Біноміальна назва                    | Родина     | Ряд        | Статус ЄЧС/МСОП | Ареал проживання | Зображення | Виноски                    |
| ------------------- | ------------------------------------ | ---------- | ---------- | --------------- | --- | ---------- | -------------------------- |
| Веретільниця східна | Anguis colchica (Nordmann, 1840)     | Anguidae   | Squamata   | —               | Трапляється на лісових та лісостепових територіях країни, у лісах та лісосмугах, на узліссях, у закинутих виноградниках та садах.                                                                                                 |            | [ 5 ] [ 6 ] [ 7 ]          |
| Мідянка звичайна    | Coronella austriaca Laurenti, 1768   | Colubridae | Squamata   | LC              | У Молдові здебільшого поширена на півночі країни, значно рідше трапляється в інших регіонах (майже зникла на півдні країни). Може траплятися у різних біотопах: у лісах та на узліссях, на луках, серед чагарників, у степу.      |            | [ 8 ] [ 6 ] [ 9 ] [ 4 ]    |
| Полоз жовточеревий  | Dolichophis caspius (Gmelin, 1789)   | Colubridae | Squamata   | LC              | Рідкісний вид, що подекуди трапляється на півдні країни. Полюбляє степові ділянки, кам'янисті річкові обриви та інші кам'янисті ділянки, балки, зарості чагарників, виноградники та сади.                                         |            | [ 10 ] [ 11 ] [ 12 ]       |
| Полоз сарматський   | Elaphe sauromates (Pallas, 1811)     | Colubridae | Squamata   | LC              | Трапляється тільки на півдні країни. Є типовим степовим видом, також трапляється на узліссях, на кам'янистих розсипах та схилах, серед чагарників.                                                                                |            | [ 13 ] [ 14 ] [ 15 ]       |
| Полоз ескулапів     | Zamenis longissimus (Laurenti, 1768) | Colubridae | Squamata   | LC              | Трапляється по всій Молдові, але є рідкісним видом, а на півдні країни змія практично зникла. Мешкає у широколистяних лісах, серед чагарників, на скелях та серед кам'яних руїн, на кам'янистих схилах річок та на схилах ущелин. |            | [ 16 ] [ 17 ] [ 18 ] [ 4 ] |
| Ящурка піщана       | Eremias arguta (Pallas, 1773)        | Lacertidae | Squamata   | NT              | Відома тільки у південно-західній частині країни. Улюблений тип оселища — бідний на рослинність степ. Також може траплятися на піщаних берегах.                                                                                   |            | [ 19 ] [ 20 ] [ 21 ]       |
| Ящірка прудка       | Lacerta agilis Linnaeus, 1758        | Lacertidae | Squamata   | LC              | Поширена по всій території Молдови. Можна побачити серед рідколісся, на узліссях, у степу, серед чагарників, на насипах вздовж доріг, на гірських луках, у садах.                                                                 |            | [ 22 ] [ 23 ] [ 24 ]       |
| Ящірка зелена       | Lacerta viridis (Laurenti, 1768)     | Lacertidae | Squamata   | LC              | У Молдові поширена по всій території країни. Може мешкати у різних біотопах: у лісах, на лісових галявинах та на узліссях, на схилах берегів річок, серед чагарників, у садах та виноградниках.                                   |            | [ 25 ] [ 26 ] [ 27 ]       |
| Ящірка кримська     | Podarcis tauricus (Pallas, 1814)     | Lacertidae | Squamata   | LC              | Трапляється на півдні країни, на кам'янистих чи порослих травою і чагарниками схилах, у відкритих степових місцинах, на лісових галявинах, у садах.                                                                               |            | [ 28 ] [ 29 ] [ 30 ]       |
| Вуж звичайний       | Natrix natrix (Linnaeus, 1758)       | Natricidae | Squamata   | LC              | Змія трапляється у всіх регіонах країни у вологих місцинах. До таких відносяться болота, ставки, оболоні, канали, береги річок.                                                                                                   |            | [ 31 ] [ 32 ] [ 33 ]       |
| Вуж водяний         | Natrix tesselata (Laurenti, 1768)    | Natricidae | Squamata   | LC              | Як і попередній вид, трапляється у водоймах усіх регіонів країни. Особливо часто реєструється вздовж Дністра та Прута, оскільки, порівнюючи з вужем звичайним, значно більше часу проводить у воді.                               |            | [ 34 ] [ 35 ] [ 36 ]       |
| Гадюка звичайна     | Vipera berus (Linnaeus, 1758)        | Viperidae  | Squamata   | LC              | Поширена на півночі Молдови. Лісовий та лісостеповий вид, який мешкає у лісах, на лісових галявинах, на узліссях, серед вирубок, на луках.                                                                                        |            | [ 37 ] [ 38 ] [ 39 ]       |
| Гадюка лучна        | Vipera ursinii (Bonaparte, 1835)     | Viperidae  | Squamata   | VU              | Трапляється в степових районах країни. Вид вкрай рідкісний і вважається потенційно зниклим. Полюбляє піщані пляжі, кам'янисті схили, лісосмуги, чагарникові зарослі, насипи вздовж доріг.                                         |            | [ 40 ] [ 41 ] [ 42 ]       |
| Черепаха болотна    | Emys orbicularis (Linnaeus, 1758)    | Emydidae   | Testudines | NT              | Черепаха поширена по всій країні. Надає перевагу водоймам зі слабкою течією: озерам, ставкам, каналам, заводям, болотам. Також можна побачити у водоймах зі стрімкішою течією, наприклад у річках.                                |            | [ 43 ] [ 44 ] [ 45 ]       |

#### Сумнівні випадки та потенційне поповнення
| Українська назва   | Біноміальна назва                                     | Родина     | Ряд      | Статус ЄЧС/МСОП | Пояснення | Зображення | Виноски       |
| ------------------ | ----------------------------------------------------- | ---------- | -------- | --------------- | --- | ---------- | ------------- |
| Жовтопуз безногий  | Pseudopus apodus (Linnaues, 1758)                     | Anguidae   | Squamata | LC              | Вид описаний у південній Молдові, проте без вказівки місцевості. Мешкання у Молдові сумнівне. |            | [ 46 ] [ 47 ] |
| Ящірка живородна   | Zootoca vivipara (Lichstein, 1823)                    | Lacertidae | Squamata | LC              | Дві особини були описані біля селища Вулканешть, однак ці дані більше ніким не були підтверджені. До того вид був описаний у 1907 році поблизу Колінківців (тодішня Бессарабська губернія). Це село тепер розташоване в Україні. |            | [ 48 ] [ 49 ] |
| Гадюка лісостепова | Vipera nikolskii Vedmederja, Grubant & Rudajewa, 1986 | Viperidae  | Squamata | —               | Ряд знахідок у Молдові. Точне поширення потребує подальшого вивчення. |            | [ 50 ] [ 51 ] |